# Julavis levis
Julavis levis är en svampdjursart som först beskrevs av James Barrie Kirkpatrick 1900.  Julavis levis ingår i släktet Julavis och familjen Heteroxyidae.
Artens utbredningsområde är havet kring Tuvalu. Inga underarter finns listade i Catalogue of Life.